# Charles Marolle
Pour les articles homonymes, voir Marolle.
Charles Marolle (1854-1894) est un entrepreneur français.

## Ingénieur attaché à la compagnie du canal Interocéanique
Charles Marolle, né à Farges[précision nécessaire] dans le département de Saône-et-Loire le 19 mars 1854 et mort au château de Comteville à Dreux en Eure-et-Loir le 28 septembre 1894, est un ingénieur et entrepreneur de chemin de fer dont la famille s'est illustrée dans les travaux du canal de Suez et de Panama.

## Le canal de Panama: une histoire de famille
En 1873, Charles Marolle est dessinateur et réside au Caire en Égypte chez son père  Michel Marolle entrepreneur de dragages  qui a participé aux travaux du percement de l'isthme de Suez car ce dernier est titulaire de brevets d'inventions appliqués aux transporteurs qui sont des appareils prenant les déblais au sortir des godets de la drague ou de l'excavateur. Les premiers transporteurs ont été utilisés sur les chantiers du canal de Suez.
En 1879, il se rend à Panama en tant que membre de la commission pour l'ouverture des travaux du canal Interocéanique, présidée par Ferdinand de Lesseps. Son frère Pierre Marolle, ingénieur civil et entrepreneur attaché à la compagnie du canal interocéanique, l'accompagne. Ils sont les seuls frères à figurer parmi l'équipe d'ingénieurs qui entameront les travaux du canal de Panama sous l'administration française.
Charles et Pierre Marolle que quelques années séparent, ont une similarité de parcours et leur complémentarité dans l’exécution des missions et travaux qui leur sont confiés les réuniront souvent pendant les séances de la Société de géographie  ainsi que dans les voyages allers retours entre Panama et la France puisqu'ils résident avec leur père au château de Comteville, propriété de la famille où Charles Marolle décédera d'une maladie qu'il avait contractée sous le climat tropical de Panama.
À Panama au début des années 1880, C. Marolle, Jacquemin, Eberhard et autres ingénieurs de mérite réalisent et affinent les relevés topographiques et minéralogiques du pays, ordonnés par Armand Reclus et contrôlés par Pedro.J. Sosa  conformément aux directives de la compagnie du canal.
La compagnie nommera ensuite une commission dirigée par MM. Dirks, Totten, Wright et Boutan constituée de huit brigades dont la mission sera de finaliser les travaux préparatoires, notamment le tracé  en précisant la sortie  dans la baie de Panama ; Charles Marolle associé à Albers constituent la 5e brigade ; Pierre Marolle et Couvreux la 1re, chaque brigade ayant son propre personnel de manœuvres.
Par la suite quand Charles Marolle commence un chantier sur les pentes de l'Obispo, son frère Pierre réalise, sur le versant pacifique, la construction d'une ligne de chemin de fer qui arrive à la Boca; ville appelée à être la tête du canal sur la côte pacifique, ce réseau passe au pied du mont Ancon sur les flancs duquel on achève l'hôpital  de la compagnie à Gatun.
Sur les chantiers du canal de Panama les transporteurs Marolle équipés du système à courroie à lame d'acier fonctionnent avec une vitesse de 3 à 4 mètres par seconde; en revanche, ceux du type Salleron et Marolle commandés en 1883 par Jules Dingler, directeur général des travaux, seront livrés au nombre d'une vingtaine mais jamais utilisés. Ils feront l'objet d'une polémique s'inscrivant plus tard dans le dossier que l'on appellera " l'affaire de Panama".

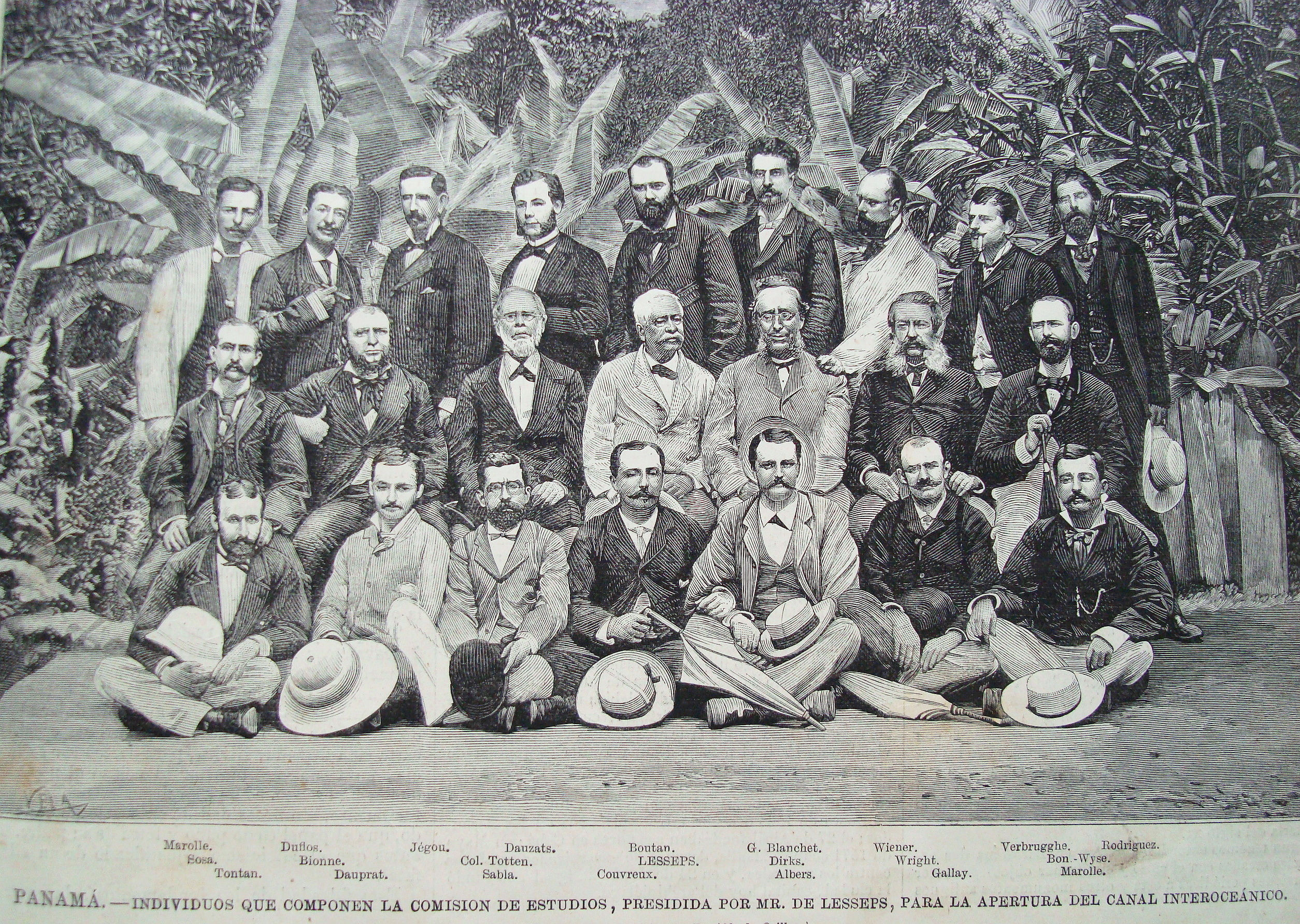
Membres de la commission d'études du Canal Interocéanique Panama 1880.
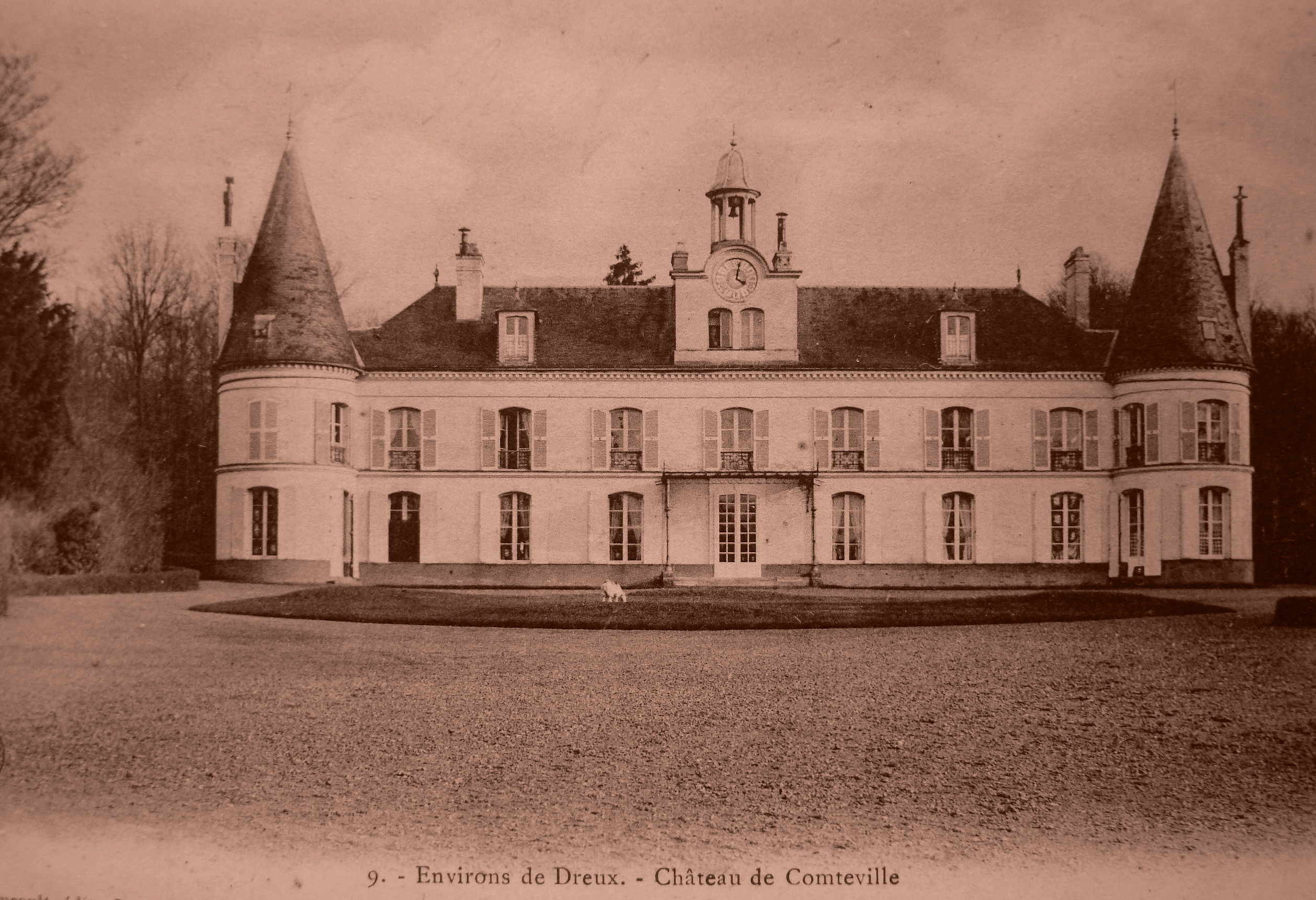
Château de Comteville vers 1890.
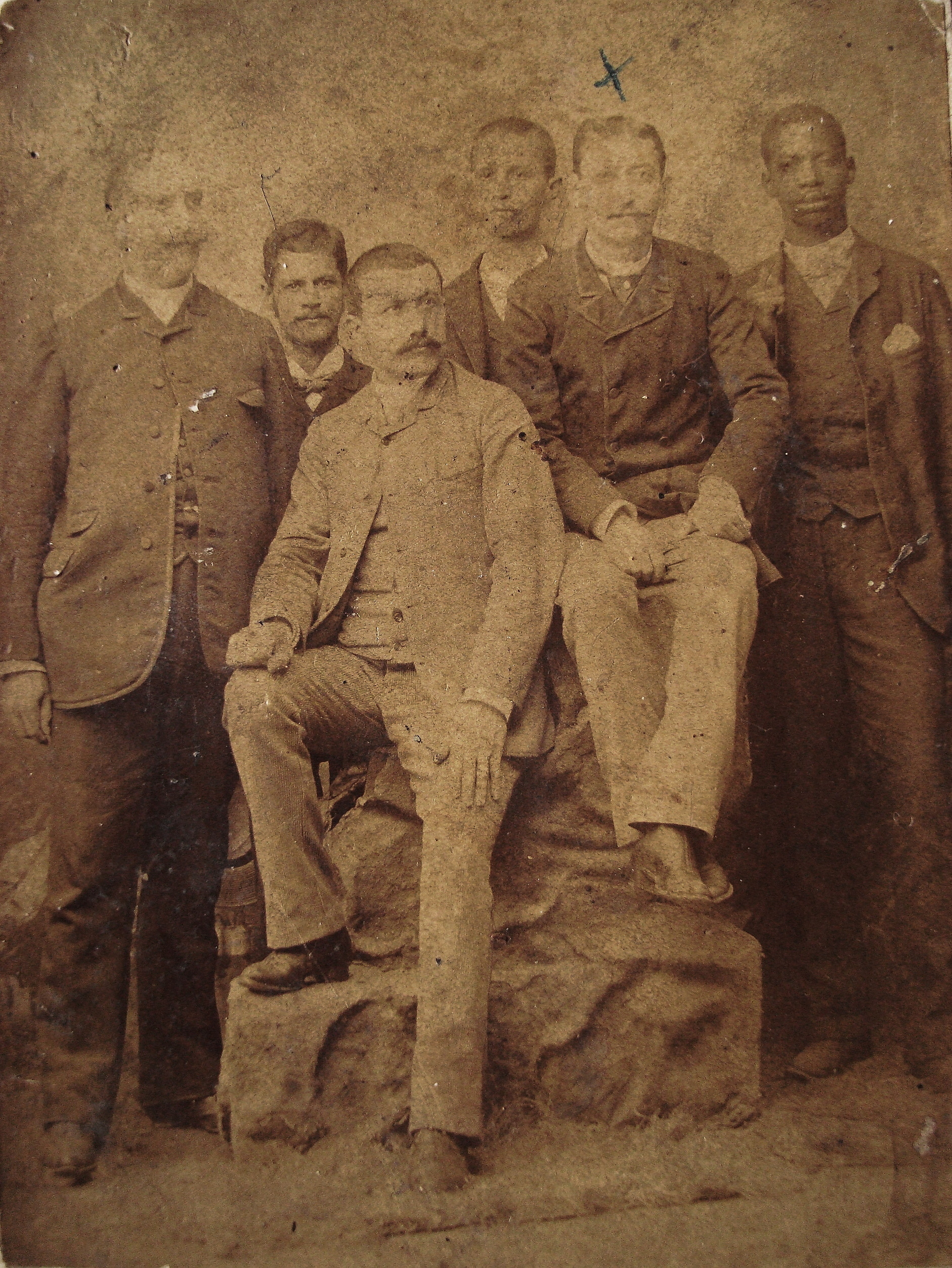
C. Marolle (assis à droite), entouré d'ingénieurs et d'opérateurs, Panama 1884.
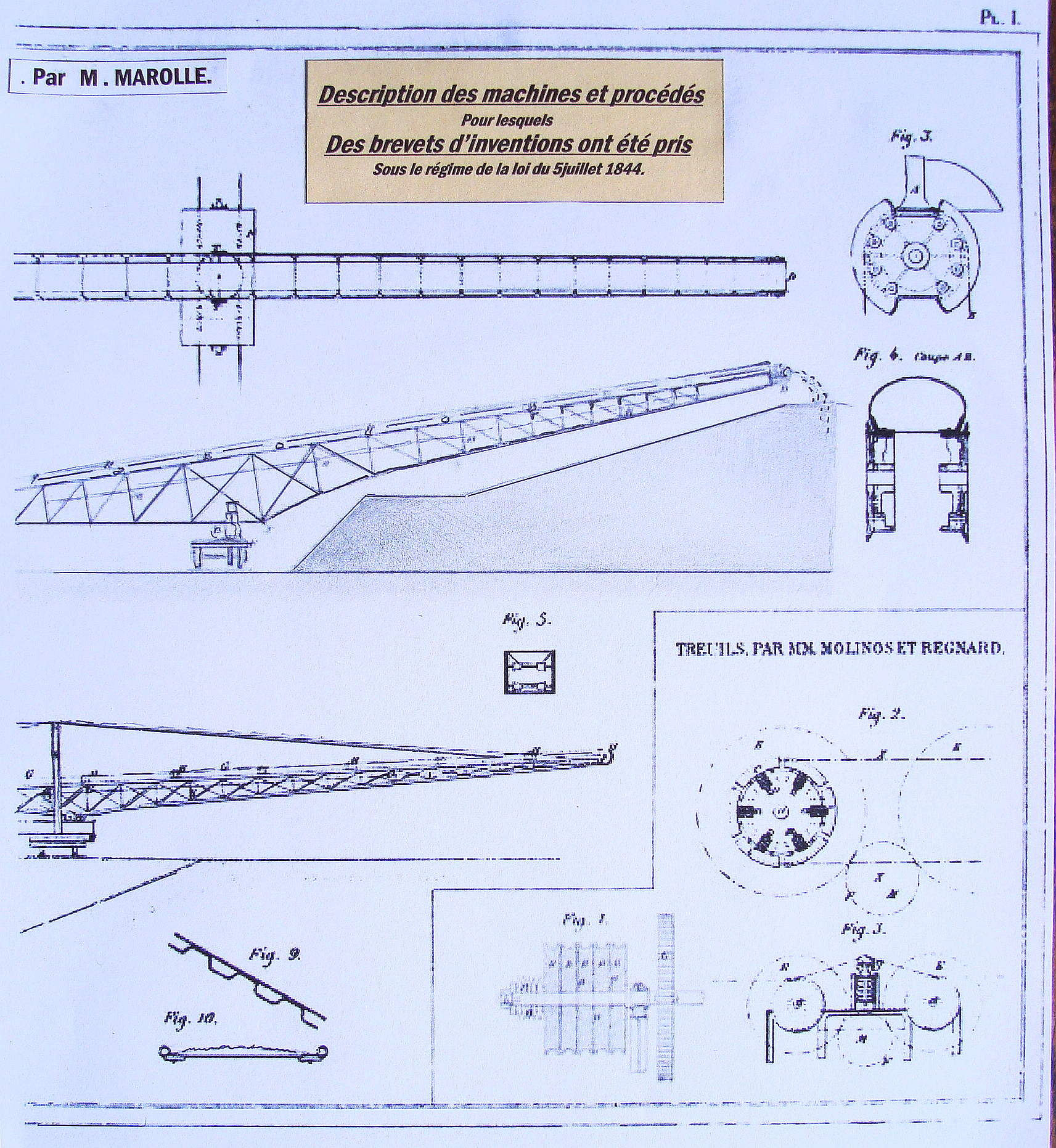
Brevet Marolle appliqué à la construction des excavateurs et transporteurs à lames flexibles destinés aux grands travaux de terrassement.
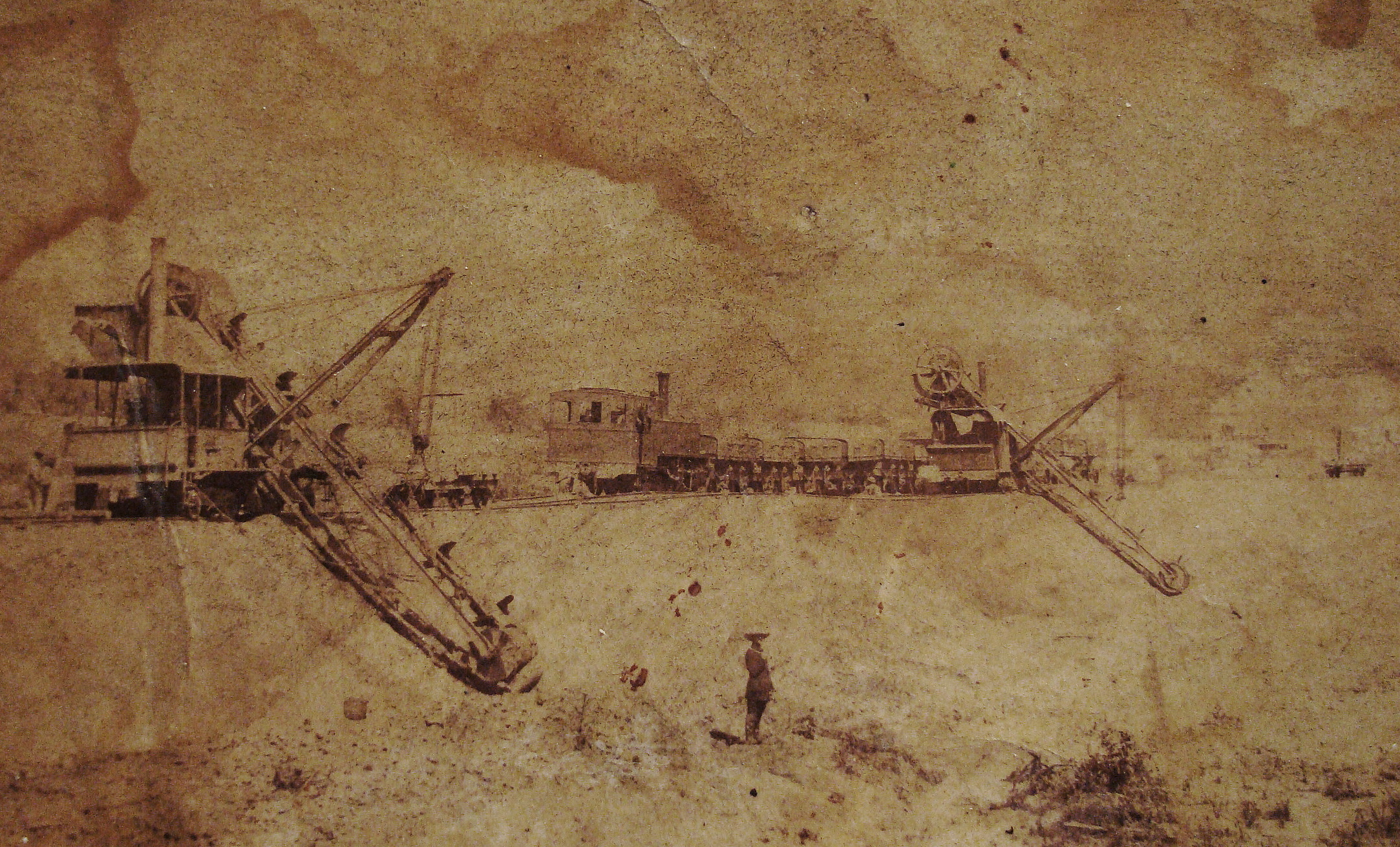
Transporteurs Marolle à courroie en acier, Panama.

## Voyage pour Panama: périple et incidents
Le 20 décembre 1886 Charles  Marolle fait partie des deux cent cinquante passagers du paquebot La France se rendant pour la plupart aux travaux du canal de Panama  quand un violent incendie se déclare, le bâtiment faillit sombrer proie des flammes mais l'équipage du navire parvient à circonscrire l'incendie avec l'aide de certains des passagers parmi lesquels il figure et, à ce titre, il sera solennellement cité.
Quant à Pierre Marolle en 1888 en tant qu'ingénieur géomètre attaché à la Compagnie du Canal Interocéanique, il dirigera une des deux équipes de la mission du Darien qui avait pour but d'explorer et de délimiter les terrains concédés à la compagnie en vertu du traité passé avec le gouvernement colombien. Pour la triangulation et la délimitation des terrains choisis, il a pour collaborateurs, Émile Delaplanche, ingénieur des arts et manufactures, William Frost, ingénieur américain, Abel Bravo, ingénieur colombien ; quatre opérateurs ; un dessinateur et un secrétaire comptable. La mission emmenait avec elle l'"Atome", chaloupe à vapeur de six chevaux.

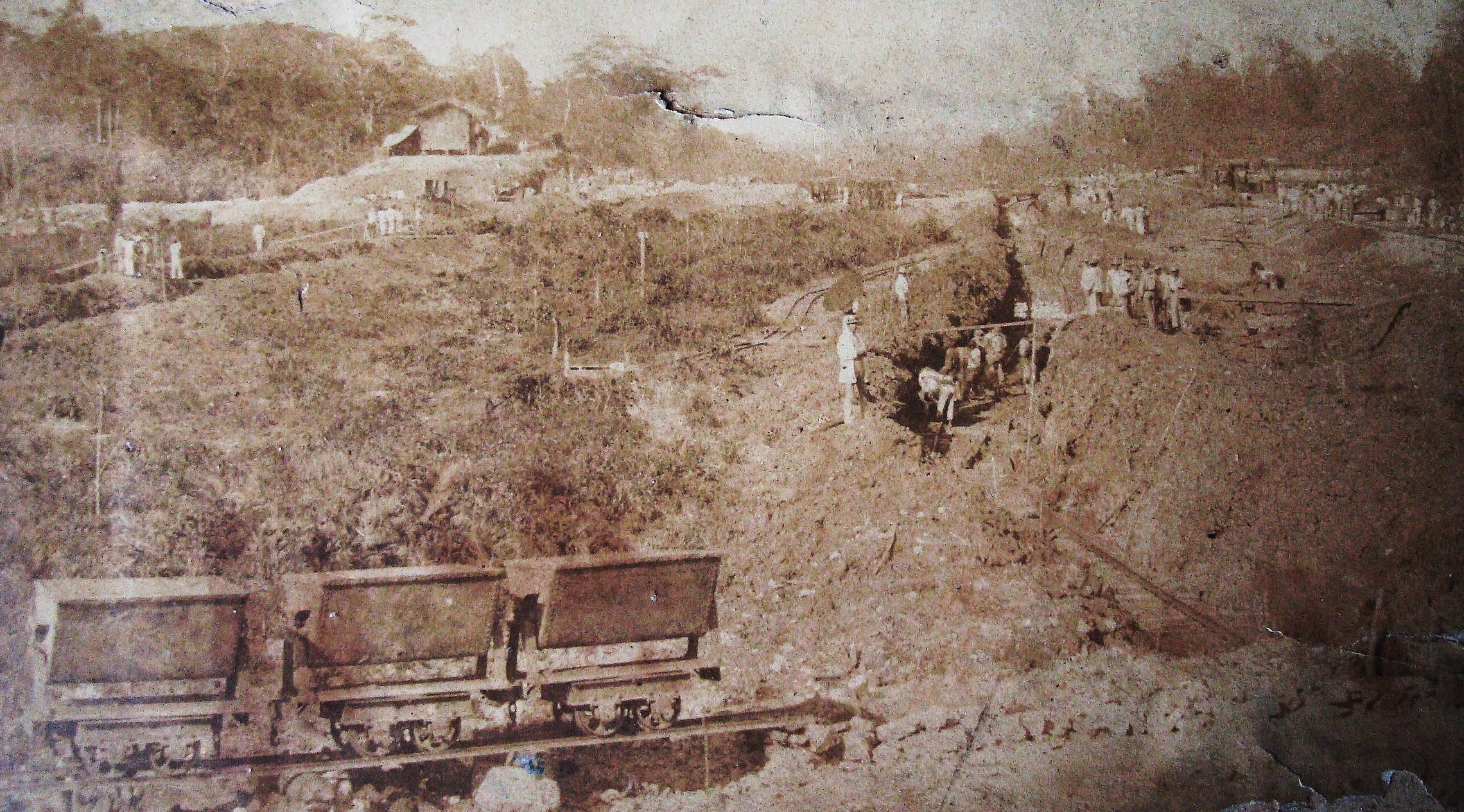
Chantier Marolle Panama, construction d'une ligne de chemin de fer qui arrive à la Boca.
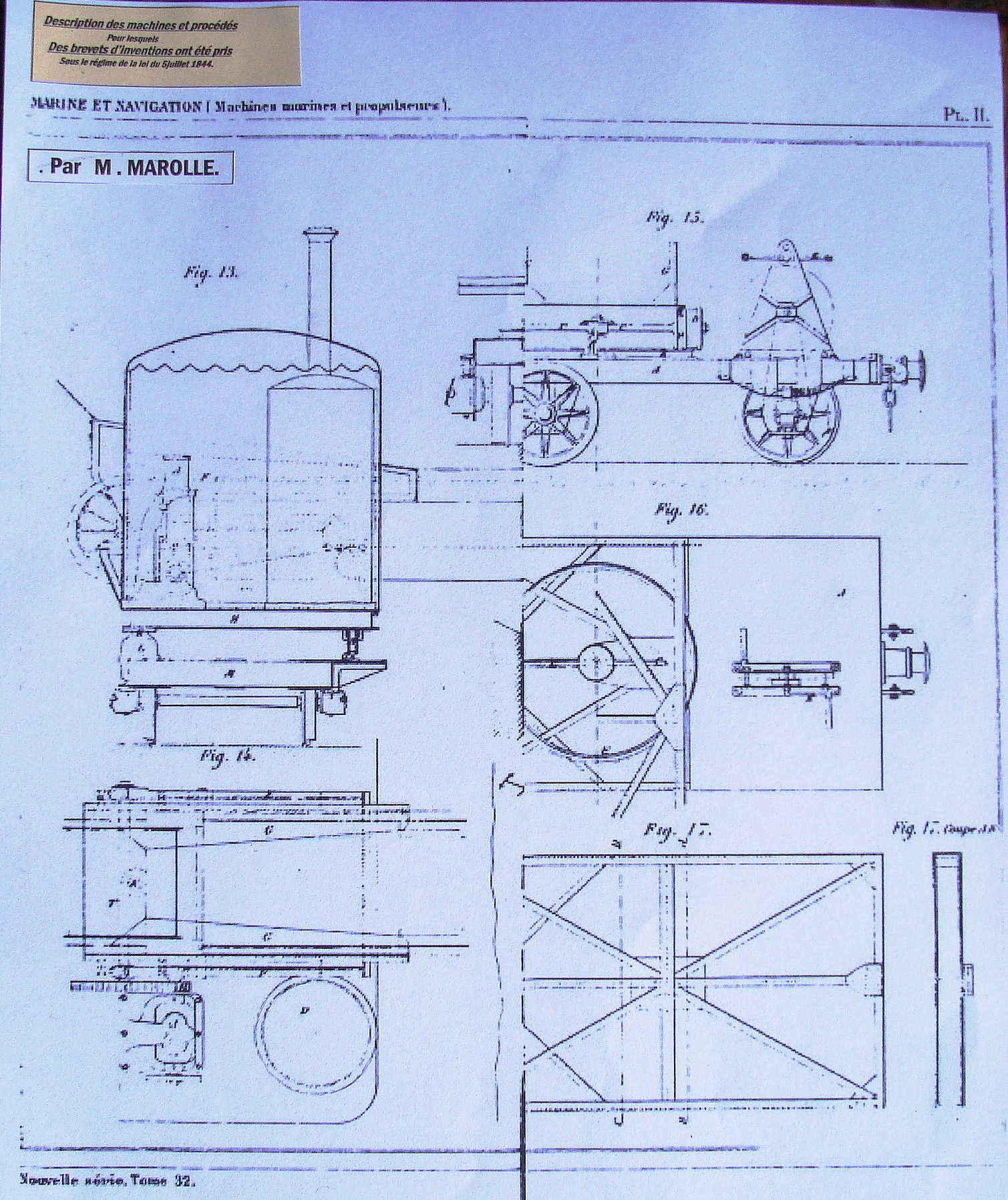
Description des transporteurs équipés du système Marolle, breveté en 1878.